# Teyateyaneng
Teyateyaneng (također: Teya-Teyaneng ili kolokvijalno T.Y.) grad je u Lesotu. Sjedište je kotara Berea. Nalazi se 40 km sjeverno od glavnog grada Maserua, na državnoj cesti broj 1, paralelnoj s granicom prema Južnoafričkoj Republici. Leži na visoravni, na oko 1700 mnm.
Osnovan 1886., grad je danas obrtnički centar države, posebno tekstilnih obrta vezenja i pletenja. Poznate su ovdašnje tapiserije i tepisi.
Teyateyaneng je 2006. imao 61.475 stanovnika.